# 天籁之战 (第二季)

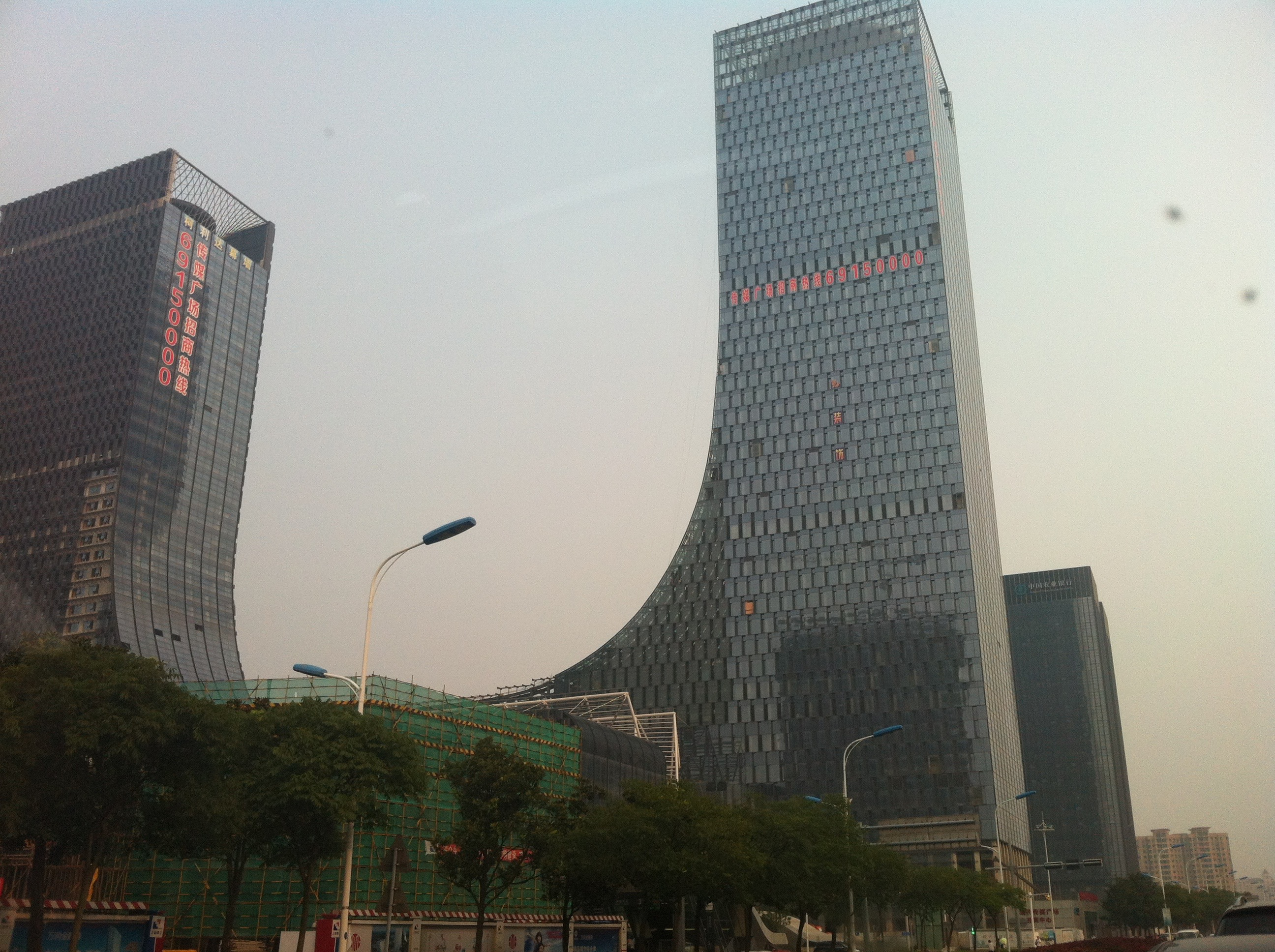
苏州现代传媒广场为该节目录制地点

天籁之战（The Next）是中国东方卫视制作的大型棚内音乐挑战节目，由程雷担任主持。节目通过星素PK，由民间歌者（素人）现场选择明星歌手作为竞唱对象，并且为其挑选比赛曲目，随后明星歌手对歌曲做极限改编进行对决，由观众票选决出冠军。第二季节目于2017年10月15日开播，该季明星导师除包括莫文蔚、费玉清、华晨宇、杨坤外，张杰也加入到该季明星导师阵容中，录制地点仍位于苏州现代传媒广场（苏州广播电视总台总部）。2018年1月13日举行总决赛，耿斯汉获得总冠军。

## 播出时间

### 电视平台
以下所列出的均为首播时间。
| 星期   | 所在地   | 播映日期                      | 频道       | 时段         |
| ------ | -------- | ----------------------------- | ---------- | ------------ |
| 星期日 | 中国大陆 | 2017年10月15日－2017年11月5日 | 东方卫视   | 21:40－23:10 |
| 星期六 | 中国大陆 | 2017年11月11日－2018年1月13日 | 东方卫视   | 20:30－22:00 |
| 星期五 | 马来西亚 | 2017年11月3日－2018年1月26日  | 八度空间   | 21:30－23:30 |
| 星期六 | 臺灣     | 2018年10月13日－2019年1月5日  | 中天综合台 | 20:00－22:00 |
| 星期日 | 臺灣     | 2019年2月24日－2019年5月19日  | 中視主頻   | 22:00－24:00 |

### 网络平台
中国大陆方面，本节目由腾讯视频、爱奇艺获得网络播出权；酷狗直播作为节目第二季独家网络复活平台；而海外则可通过YouTube平台观看。

## 赛程
| 期數                        | 詳細內容                             | 詳細內容                             | 詳細內容                             | 詳細內容                   | 詳細內容                      | 詳細內容                   |
| 期數                        | 天籟唱將姓名、應戰曲目及票數         | 天籟唱將姓名、應戰曲目及票數         | 天籟唱將姓名、應戰曲目及票數         | 挑戰者姓名、挑戰曲目及票數 | 挑戰者姓名、挑戰曲目及票數    | 挑戰者姓名、挑戰曲目及票數 |
| --------------------------- | ------------------------------------ | ------------------------------------ | ------------------------------------ | -------------------------- | ----------------------------- | -------------------------- |
| 第一期                      | 第五位天籟唱將張杰現身               | 第五位天籟唱將張杰現身               | 第五位天籟唱將張杰現身               | 第五位天籟唱將張杰現身     | 第五位天籟唱將張杰現身        | 第五位天籟唱將張杰現身     |
| 第一期                      | 莫文蔚                               | 《今兒個真高興》                     | 303票                                | 張珊珊                     | 《Lion》                      | 318票                      |
| 第一期                      | 張杰                                 | 《回娘家》                           | 313票                                | 李光                       | 《往事隨風》                  | 325票                      |
| 第一期                      | 華晨宇                               | 《阿里山的姑娘》                     | 311票                                | 張夢羽                     | 《若水》                      | 296票                      |
| 第一期                      | 楊坤                                 | 《游擊隊之歌》                       | 307票                                | 三郎哈姆                   | 《家鄉》                      | 287票                      |
| 第二期                      | 費玉清/田園                          | 《在我生命的每一天》                 | 《在我生命的每一天》                 | (特別演出)                 | (特別演出)                    | (特別演出)                 |
| 第二期                      | 張杰                                 | 《天上掉下個林妹妹》                 | 316票                                | 穆合普拉                   | 《被遺忘的時光》              | 302票                      |
| 第二期                      | 莫文蔚                               | 《魯冰花》                           | 320票                                | 聲音樂團                   | 《翅膀》                      | 329票                      |
| 第二期                      | 華晨宇                               | 《天堂》                             | 304票                                | 姚詠欣                     | 《Try Everything》            | 279票                      |
| 第二期                      | 楊坤                                 | 《今天是你的生日》                   | 327票                                | 單京妮                     | 《絨花》                      | 294票                      |
| 第三期                      | 莫文蔚/呂俊哲                        | 《那麼愛你為什麼》                   | 《那麼愛你為什麼》                   | (特別演出)                 | (特別演出)                    | (特別演出)                 |
| 第三期                      | 楊坤                                 | 《畫心》                             | 301票                                | 張珊珊                     | 《想見你》                    | 283票                      |
| 第三期                      | 華晨宇                               | 《夜半歌聲》                         | 307票                                | 耿斯漢                     | 《再也沒有》                  | 313票                      |
| 第三期                      | 張杰                                 | 《流星雨》                           | 313票                                | 李光                       | 《滾滾紅塵》                  | 317票                      |
| 第三期                      | 費玉清                               | 《在此刻》                           | 302票                                | 方婷                       | 《不散不見》                  | 297票                      |
| 第四期                      | 張杰                                 | 《情深深雨濛濛》                     | 316票                                | 馬隆                       | 《永遠不回頭》                | 301票                      |
| 第四期                      | 楊坤                                 | 《遠走高飛》                         | 330票                                | 聲音樂團                   | 《最長的旅途》                | 328票                      |
| 第四期                      | 莫文蔚                               | 《管他什麼音樂》                     | 319票                                | 李夏                       | 《凡人歌+那個我》             | 323票                      |
| 第四期                      | 華晨宇/趙宥喬                        | 《深情相擁》                         | 《深情相擁》                         | (特別演出)                 | (特別演出)                    | (特別演出)                 |
| 第四期                      | 費玉清                               | 《成都》                             | 312票                                | 桃子與小慧                 | 《我在人民廣場吃炸雞》        | 271票                      |
| 第五期                      | 楊坤/蘇詩丁                          | 《乾了這杯波本》                     | 《乾了這杯波本》                     | (特別演出)                 | (特別演出)                    | (特別演出)                 |
| 第五期                      | 張杰                                 | 《星星的約會》                       | 309票                                | 耿斯漢                     | 《愛死你》                    | 299票                      |
| 第五期                      | 費玉清                               | 《失戀陣線聯盟》                     | 303票                                | 劉相松                     | 《千年等一回》                | 305票                      |
| 第五期                      | 莫文蔚                               | 《大魚》                             | 315票                                | 葉秉桓                     | 《小半》                      | 330票                      |
| 第五期                      | 華晨宇                               | 《我很醜可是我很溫柔》               | 311票                                | 龍千里                     | 《可惜沒如果》                | 294票                      |
| 第六期                      | 費玉清                               | 《小情歌》                           | 298票                                | 宮婷婷                     | 《我的天空》                  | 296票                      |
| 第六期                      | 莫文蔚                               | 《有一個姑娘》                       | 307票                                | 高山                       | 《行走在茫茫的月光中間》      | 302票                      |
| 第六期                      | 華晨宇                               | 《代號魂斗羅》                       | 310票                                | 李夏                       | 《回到拉薩+大象》             | 304票                      |
| 第六期                      | 張杰                                 | 《九妹》                             | 302票                                | 昭昭                       | 《傻子才悲傷》                | 297票                      |
| 第七期                      | 特別嘉賓：鳳凰傳奇                   | 特別嘉賓：鳳凰傳奇                   | 特別嘉賓：鳳凰傳奇                   | 特別嘉賓：鳳凰傳奇         | 特別嘉賓：鳳凰傳奇            | 特別嘉賓：鳳凰傳奇         |
| 第七期                      | 鳳凰傳奇                             | 《友情歲月》                         | 301票                                | 劉相松                     | 《浪花一朵朵》                | 301票                      |
| 第七期                      | 楊坤                                 | 《聰明的一休》                       | 324票                                | 葉秉桓                     | 《喜劇之王》                  | 322票                      |
| 第七期                      | 莫文蔚                               | 《刀劍如夢》                         | 306票                                | 張新                       | 《Aint No Other Man》         | 310票                      |
| 第七期                      | 張杰                                 | 《怪獸》                             | 312票                                | 吳映香                     | 《海洋之心》                  | 298票                      |
| 第八期                      | 特別嘉賓：張藝興                     | 特別嘉賓：張藝興                     | 特別嘉賓：張藝興                     | 特別嘉賓：張藝興           | 特別嘉賓：張藝興              | 特別嘉賓：張藝興           |
| 第八期                      | 張藝興                               | 《劉海砍樵》                         | 316票                                | 許靖韻                     | 《致青春》                    | 292票                      |
| 第八期                      | 費玉清                               | 《愛的供養》                         | 298票                                | J.Sheon                    | 《愛我的請舉手》              | 295票                      |
| 第八期                      | 華晨宇                               | 《爸，我回來了》                     | 317票                                | 徐劍秋                     | 《一樣的月光》                | 294票                      |
| 第八期                      | 楊坤                                 | 《直到世界盡頭》                     | 325票                                | 馬璐                       | 《輪迴》                      | 323票                      |
| 第九期                      | 費玉清                               | 《上海灘》                           | 338票                                | 周可人                     | 《雨過天晴》                  | 296票                      |
| 第九期                      | 張杰                                 | 《星星》                             | 319票                                | 肖思齊                     | 《單身GO》                    | 316票                      |
| 第九期                      | 莫文蔚                               | 《因為愛情》                         | 329票                                | 鄧琳琳                     | 《紅薔薇白玫瑰》              | 298票                      |
| 第九期                      | 華晨宇                               | 《一人飲酒醉》                       | 320票                                | 張新                       | 《Empire》                    | 312票                      |
| 第十期 第一輪 半決賽 (上)   | 特別嘉賓：王嘉爾                     | 特別嘉賓：王嘉爾                     | 特別嘉賓：王嘉爾                     | 特別嘉賓：王嘉爾           | 特別嘉賓：王嘉爾              | 特別嘉賓：王嘉爾           |
| 第十期 第一輪 半決賽 (上)   | 葉秉桓+莫文蔚                        | 《美女与野兽》                       | 318票                                | 聲音樂團+楊坤              | 《外婆的澎湖湾》              | 312票                      |
| 第十一期 第一輪 半決賽 (下) | 張珊珊+費玉清                        | 《Super Star》                       | 305票                                | 張夢羽+張杰                | 《火锅底料》                  | 306票                      |
| 第十一期 第一輪 半決賽 (下) | 張夢羽                               | 《魚》                               | 304票                                | 葉秉桓                     | 《你要的愛》                  | 301票                      |
| 第十二期 第二轮 半决赛      | 特别嘉宾：张碧晨                     | 特别嘉宾：张碧晨                     | 特别嘉宾：张碧晨                     | 特别嘉宾：张碧晨           | 特别嘉宾：张碧晨              | 特别嘉宾：张碧晨           |
| 第十二期 第二轮 半决赛      | 耿斯汉+张杰                          | 《好想大声告诉你》                   | 晋级                                 | 李夏+莫文蔚                | 《在人间》                    | 弃权                       |
| 第十二期 第二轮 半决赛      | 张新+杨坤                            | 《逝去的爱》                         | 323票                                | 马璐+华晨宇                | 《白痴》                      | 315票                      |
| 第十二期 第二轮 半决赛      | 耿斯汉                               | 《归来》                             | 309票                                | 张新                       | 《我》                        | 308票                      |
| 第十三期 总决赛             | 张梦羽+张杰                          | 《山路十八弯》                       | 306票                                | 李光+杨坤                  | 《爱上一个不回家的人》+《默》 | 329票                      |
| 第十三期 总决赛             | 耿斯汉+华晨宇                        | 《渺小》                             | 330票                                | 刘相松+费玉清              | 《对你爱不完》+《春来了》     | 304票                      |
| 第十三期 总决赛             | 声音乐团+莫文蔚《凉凉》+《广岛之恋》 | 声音乐团+莫文蔚《凉凉》+《广岛之恋》 | 声音乐团+莫文蔚《凉凉》+《广岛之恋》 | 特别演出                   | 特别演出                      | 特别演出                   |
| 第十三期 总决赛             | 李光                                 | 想你想疯了                           | 305票                                | 耿斯汉                     | 《礼物》                      | 311票                      |